# 建平 (後趙)
建平（けんへい）は、五胡十六国時代、後趙の君主石勒の治世に使用された元号。330年1月 - 333年12月。

## 西暦・干支との対照表
| 建平 | 元年  | 2年   | 3年   | 4年   |
| 西暦 | 330年 | 331年 | 332年 | 333年 |
| 干支 | 庚寅  | 辛卯  | 壬辰  | 癸巳  |